# Robert Doisneau

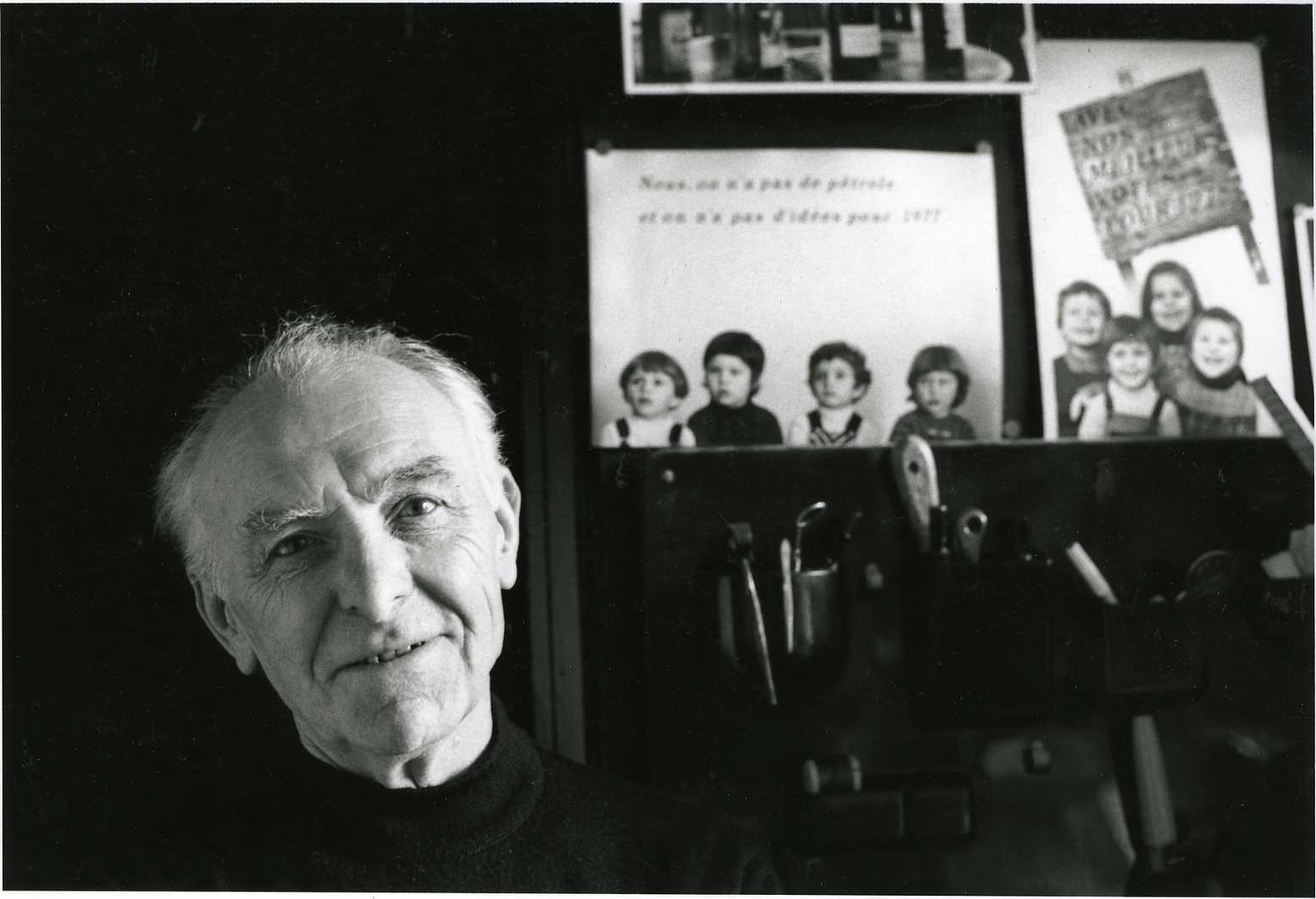
Robert Doisneau, door Bracha L. Ettinger gefotografeerd in zijn studio in Montrouge, 1992

Robert Doisneau (Gentilly, 14 april 1912 – Parijs, 1 april 1994) was een Franse fotograaf.

## Levensloop
Doisneau was aanvankelijk lithograaf en begon in 1934 aan een carrière als beroepsfotograaf, in eerste instantie als industrieel en reclamefotograaf. Vanaf 1939 was hij freelance fotojournalist. Hoewel zijn stijl kenmerkend is voor de Franse documentaire fotografie, wilde Doisneau geen lid worden van Magnum Photos: het zou hem tegen zijn zin in naar het buitenland brengen. Doisneau werkte in Parijs en de buitenwijken daarvan, waar hij bijna een halve eeuw portretten maakte van mensen: kunstenaars, zwervers, jongetjes van de straat, geliefden etc.
Jean-Joseph Sanfourche behoorde tot de stroming van de Art brut en was bevriend met Gaston Chaissac, Jean Dubuffet en Robert Doisneau, met wie hij allemaal een correspondentie onderhield. hij nam een foto van Charles Trenet voor de muziek (Douce France).
Doisneau werd vooral beroemd door zijn foto's van het straatleven. Hij noemde zich eerder een "beeldenvisser" dan een "beeldenvanger", onder andere omdat hij zich mengde (onderdompelde) tussen zijn onderwerpen. Hij is een geduldige voorbijganger die een zekere afstand tot zijn onderwerpen houdt en afwacht tot zich een klein verhaal afspeelt. De foto's zijn vaak doortrokken met humor, maar ook met nostalgie, ironie en tederheid.
Hoewel vrijwel al zijn werk zwart-wit is, maakte Doisneau rond 1960 op uitnodiging van het Amerikaanse tijdschrift Fortune een serie kleurenfoto's op Kodachrome in Palm Springs (Californië).

## Beroemde foto's
- Le Baiser de l’Hôtel de Ville, 1950 ('De kus bij het stadhuis'. Een originele afdruk, die in het bezit was van Françoise Bornet, de kussende vrouw op de foto, werd in 2005 geveild door het Parijse veilinghuis [Drouot en bracht 155.000 euro op.
- Café des Halles (1952) met een Parijse clochard.
- Portret van Picasso met de broodvingers (1952).

## Werk in openbare collecties (selectie)
- Rijksmuseum Amsterdam[2]

## Tentoonstellingen (selectie)
- In 1951 nam hij, samen met Brassaï, Willy Ronis en Izis, deel aan een groepstentoonstelling in het Museum of Modern Art (MoMA) in New York.
- In 1992 was er een retrospectief van zijn werk in het Museum of Modern Art in Oxford.
- Van 19 oktober 2006 tot 2007 vond zijn expositie Doisneau: Paris en liberté in het Hôtel de Ville de Paris plaats. De tentoonstellingscatalogus werd uitgegeven door Flammarion. (ISBN 2080116568.)
- Van 1 juni tot 1 september 2013 vond in het Nederlands Fotomuseum in Rotterdam de tentoonstelling Robert Doisneau Meesterlijk straatfotograaf plaats.